# SG Eltmann
Le SG Eltmann est un club de volley-ball allemand basé à Eltmann, évoluant au plus haut niveau national (1. Bundesliga).

## Palmarès
Néant.

## Effectif de la saison en cours
Entraîneur : Milan Maric  Serbie-et-Monténégro ; entraîneur-adjoint : Tado Lehmann  Allemagne
| Numéro | Nom                   | Taille | Nationalité |
| 1      | Andras GEIGER         | 1,93   | Hongrie     |
| 2      | Christian NOWAK       | 2,00   | Allemagne   |
| 3      | Hans-Peter NÜRNBERGER | 1,96   | Allemagne   |
| 4      | Johann LÖWEN          | 1,92   | Allemagne   |
| 5      | Sven-Oliver HEITMANN  | 1,98   | Allemagne   |
| 6      | Johannes ROPERTZ      | 2,07   | Allemagne   |
| 7      | Alexander MAYER       | 1,99   | Allemagne   |
| 8      | Michal PECIAKOWSKI    | 1,96   | Pologne     |
| 9      | Dragan SVETOZAREVIĆ   | 2,00   | Serbie      |
| 10     | Sven GLINKER          | x,xx   | Allemagne   |
| 11     | Timo WILHELM          | 1,91   | Allemagne   |
| 12     | Huib DEN BOER         | 1,92   | Pays-Bas    |
| 14     | Jaromir ZACHRICH      | 2,00   | Allemagne   |